# VK Mursa Osijek
Vaterpolo klub "Mursa" (VK Mursa; Mursa; Mursa Osijek) je ženski vaterpolski klub iz Osijeka, Osječko-baranjska županija. 
 Klupsko sjedište je na adresi  Vatrogasna 91, Osijek.
Klub je osnovan u rujnu 2012. godine, kada je i registriran. Natječe se u 3. HVL - skupina Slavonija, koju je više puta osvojio. 

## Uspjesi
3. HVL - skupina Slavonija
- prvak: 2013., 2014., 2015., 2016., 2018.

## Vanjske poveznice
- Vaterpolo Klub Mursa, facebook stranica
- hvs.hr, Mursa  Arhivirana inačica izvorne stranice od 11. studenoga 2018. (Wayback Machine)
- hvs.hr (stare stranice), Mursa  Arhivirana inačica izvorne stranice od 11. studenoga 2018. (Wayback Machine)
- sportilus.com, VATERPOLO KLUB MURSA